# (679648) 2019 XS
(679648) 2019 XSとは、2019年12月2日にアメリカ合衆国のアリゾナ州に位置するレモン山サーベイで発見されたアポロ群に分類される地球近傍小惑星である。2021年11月9日03:48（UTC）に地球から1.5 LD (580,000 km; 360,000 mi)の距離で通過する。その間、国際小惑星警報ネットワークによってそのタイミングの正確さについて調査される。